# Oleg Garizan
Oleg Garizan (în rusă Олег Фёдорович Гаризан; n. 27 septembrie 1971, Copceac) este un istoric, diplomat și politician moldovean de etnie găgăuză, primar al satului Copceac din iunie 2015, în al patrulea mandat. Din 2009 până în 2014 a fost deputat în Parlamentul Republicii Moldova în trei legislaturi consecutive (aprilie-iulie 2009, iulie 2009-2010, 2010-2014), ales pe listele Partidului Comuniștilor din Republica Moldova. În parlament a făcut parte din Comisia administrație publică, dezvoltare regională, mediu și schimbări climatice.

## Biografie
Oleg Garizan s-a născut pe 27 septembrie 1971 în satul Copceac din raionul Ciadîr-Lunga, UTA Găgăuzia, RSS Moldovenească, URSS. Tatăl său, Fiodor Fiodorovici Garizan, a lucrat ca economist în colhozul „Победа” (Pobeda, din rusă: Victoria). Mama sa, Taisia Romanovna Garizan, a fost director adjunct pe educație și a predat istoria în școala medie №1 din Copceac, la care a învățat și Oleg între anii 1978–1988. În perioada 1988–1993 Oleg Garizan a studiat la Universitatea de Stat din Moldova, facultatea de istorie. În 1993 a urmat cursuri pentru tinerii diplomați în cadrul Ministerului Afacerilor Externe al Turciei, la Ankara.
În 1993–1994 a fost colaborator al Institutului Minorităților Naționale din cadrul Academiei de Științe a Moldovei (Secția de găgăuzologie). În 1994–1995 a activat la o companie privată de panificație din Chișinău. Apoi s-a reîntors la baștină și între anii 1997–1999 a fost profesor de istorie la Liceul “Baranovski” din satul Copceac. În 1999 Oleg Garizan a fost ales în calitate de primar al satului Copceac. Conform biografiei de autoprezentare a sa, atunci el a devenit cel mai tânăr primar din Găgăuzia. Timp de un deceniu, în perioada 1999–2009, Garizan a fost primarul satului Copceac, fiind ales primar de trei ori consecutiv din postura de candidat independent.
În 2007 Garizan a devenit unul din fondatorii organizației internaționale „Congresul popoarelor turcice”, fiind ales în calitate de vicepreședinte.
În aprilie 2009 a fost ales deputat în Parlamentul Republicii Moldova de legislatura a XVII-a, fiind apoi reales în legislaturile a XIII-a și a XX-a; a exercitat funcția de deputat până la sfârșitul lui 2014.
La începutul anului 2014 a sprijinit activ ideea petrecerii referendumului din Găgăuzia.
La alegerile parlamentare din 30 noiembrie 2014 Garizan a fost inclus pe locul 60 în lista candidaților PCRM la funcția de deputat și nu a reușit să acceadă în parlament.
În martie 2015 Oleg Garizan a candidat la funcția de bașcan al Găgăuziei în calitate de candidat independent și a obținut 3.251 de voturi, ceea ce constituie 5,11%, astfel nereușind să acceadă în turul doi de scrutin.
La alegerile locale din 14 iunie 2015 a fost ales în funcția de primar al satului Copceac cu 60,23% din voturi, după ce a candidat ca independent.
La alegerile locale din 20 octombrie 2019 a fost ales în funcția de primar al satului Copceac cu 74,18% din voturi, după ce a candidat ca independent.
La 11 septembrie 2020, Oleg Garizan, împreună cu 12 primari ai autonomiei, a creat Uniunea Primarilor Găgăuziei (Gagauzia Primarların Birlii, GPB), unind oficial primarii Găgăuziei.
La 5 decembrie 2020, Oleg Garizan a fost ales unul dintre vicepreședinții Congresului autorităților locale din Moldova (CALM)
La 10 februarie 2020, a fost ales președinte al Asociației Primarilor din Găgăuzia
Cunoaște limbile: găgăuză, rusă, „moldovenească”, turcă și germană.
Este căsătorit și are patru copii  - 
Ivan, Taisia, Victor și Fiodor.